# 文武王陵碑
文武王陵碑（ぶんぶおうりょうひ）は、新羅の第30代の王である文武王の業績を称えた碑文である。

## 概要
682年に、慶州四天王寺に建立されたが、その一部分が1796年発掘され、その後紛失したが1961年に慶州市東部洞で陵碑の下部分が発見され、国立慶州博物館に所蔵された。2009年に慶州市東部洞の住宅の水道の近くから上部分が発見された。セメントて固定され、洗濯板として使われていたのを水道の検針員が見つけ、実物と確認された。前漢に投降した匈奴の金日磾が新羅王族のルーツであることが明記されている。